# 東印度

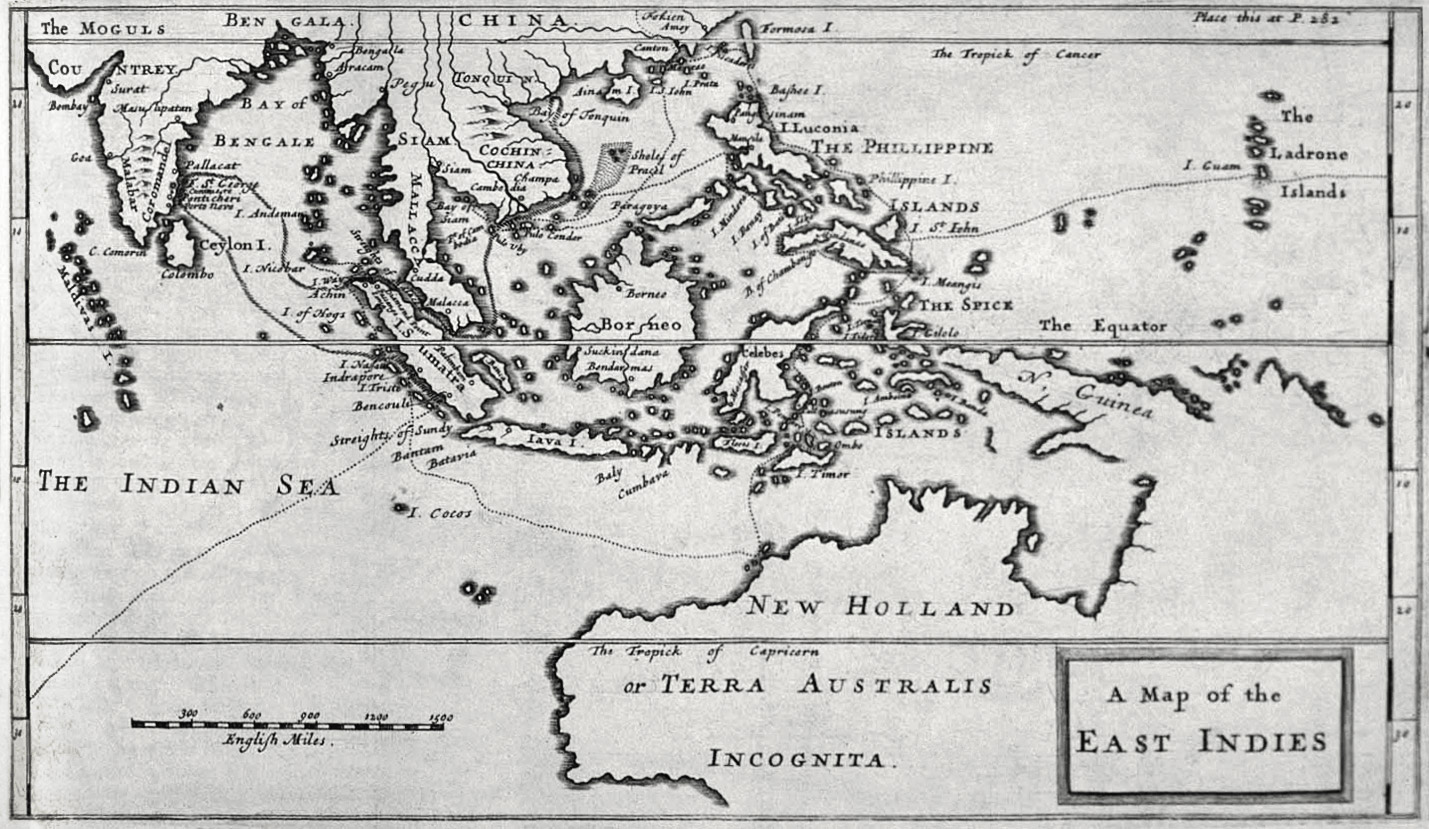
William Dampiers map of 1697

东印度是一個模糊、松散的地域概念，既适用于现在的印尼（前荷属东印度），也可包括马来群岛（菲律宾属于本群岛）現在仍偶尔會這樣指稱。广义的「東印度」還包括中南半島（又稱印度支那）和印度次大陸，以至伸延至整个东南亚和南亚。